# Villa Ruhrtal

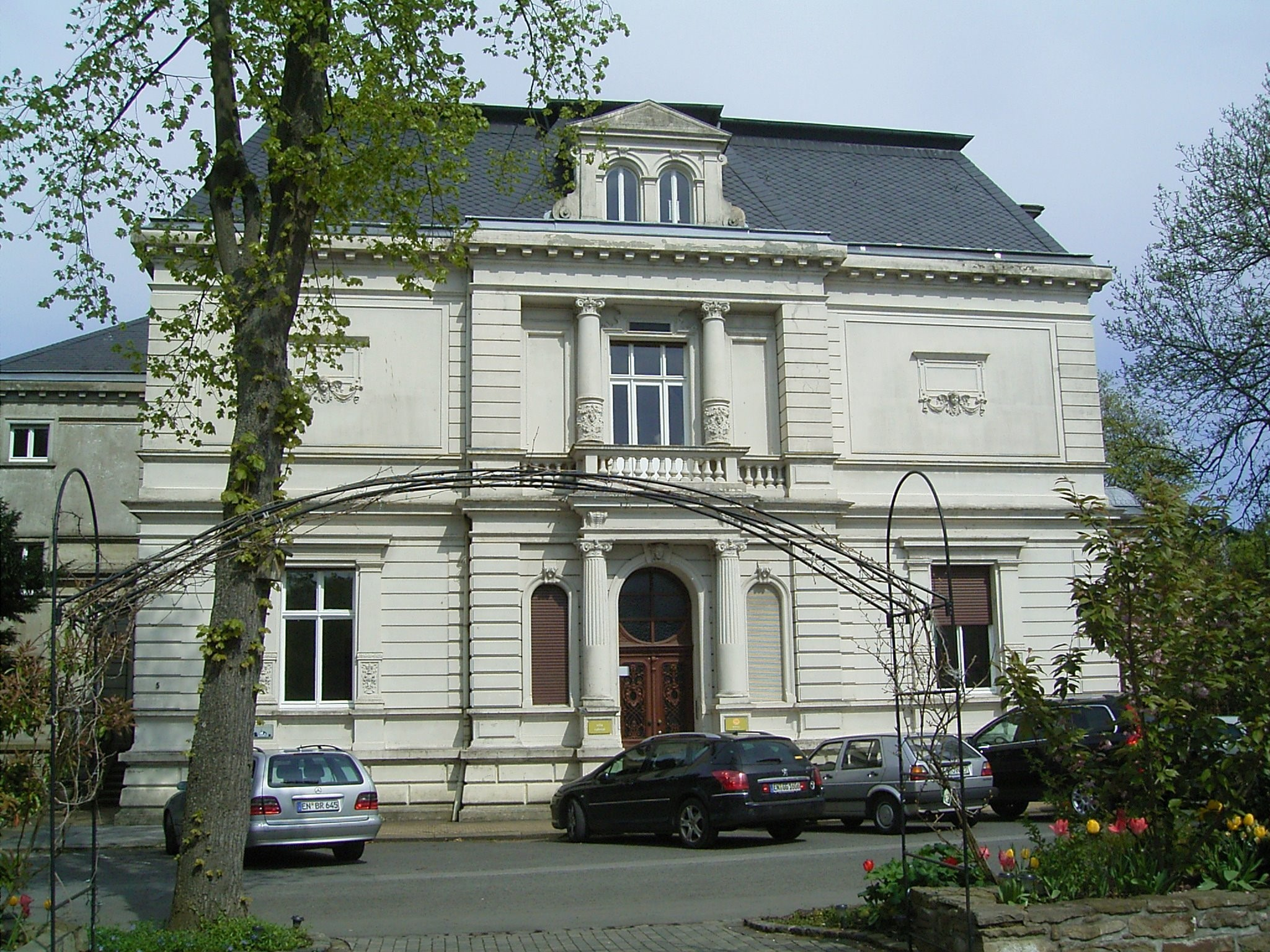
Villa Ruhrtal

Die Villa Ruhrtal ist eine dreigeschossige, repräsentative Unternehmervilla an der Straße Ruhrtal 5 im Stadtteil Herbede von Witten. Sie wurde 1895 im Stile des Historismus bzw. der Neorenaissance errichtet von Friedrich Brinkmann, der auf dem gegenüberliegenden Grundstück Ruhrtal 7 die Ruhrtal-Brauerei betrieb. Sie steht seit 3. September 1984 unter Denkmalschutz.